# دانييل أوين
دانييل أوين (بالإنجليزية: Daniel Owen) (و. 1836 – 1895 م) هو كاتب من ويلز، توفي عن عمر يناهز 59 عاماً. يصنف عمومًا بأنه الروائي الأول باللغة الويلزية في القرن التاسع عشر.

## النشأة
ولد دانيال أوين في مدينة فلينشير مولد (ير ويدجروغ)، وهو الأصغر بين ستة أطفال في عائلة من الطبقة العاملة. كان والده ، روبرت أوين، عامل منجم فحم، بينما كانت والدته تنتمي إلى عائلة الشاعر والكاتب توماس إدواردز. قُتل والده وشقيقيه، جيمس وروبرت ، في 10 مايو 1837 عندما غمرت المياه منجم أرغود. أثرت الخسارة بشكل كبير على الأسرة التي ظلت في حالة فقر. تلقى أوين القليل من التعليم الرسمي ، لكنه اعترف بدينه لمدرسة الأحد.
تدرب أوين ، في عمر 12 عامًا، على يد أنجيل جونز، وهو شيخ في الكنيسة الميثودية الكالفينية. وصف أوين تدريبه المهني بأنه "يشبه التعليم الجامعي إلى حدٍ ما"، وبدأ في كتابة الشعر تحت تأثير زميل له هناك. وجد أوين أن هناك فرصًا لمناقشة الموضوعات مع الزملاء والعملاء هناك.

## أعماله المبكرة
بدأ أوين في كتابة الشعر تحت اسم مستعار جلاسلوين، ودخل عمله في مؤسسة محلية وتمكن من نشر بعض القطع. كان أول عمل مهم له في ويلز هو ترجمة رواية تيموثي شاي آرثر عشر ليالٍ في غرفة البار وما رأيته هناك. ثم تدرب أوين دون جدوى على خدمة كنيسته، حيث كان يلقي المحاضرات منذ عام 1860. التحق بكلية بالا اللاهوتية عام 1865، لكنه فشل في إكمال الدورة. من عام 1867 حتى نهاية حياته ، عمل في الكنيسة ، وكان يقضي أيام الأحد في الكنيسة حتى منعه المرض.
في وقت لاحق ، اقترح معلمه، روجر إدواردز، أن يحاول الكتابة بدلاً من ذلك. كانت المحاولة الأولى لأوين في الرواية قصة قصيرة، (الشخصيات الميثودية) حول انتخاب شيوخ الكنيسة. قاد نجاحها المتواضع إدواردز إلى تشجيع أوين على الشروع في رواية أولى ، واي ديرفلان، والتي وصفت نسخة خيالية من القالب.

## أعماله المعروفة
على الرغم من أن واي ديرفلان كان شائعًا في ذلك الوقت، إلا أن شهرة أوين تعتمد بشكل أساسي على ثلاث روايات لاحقة، ولا سيما ريس لويس وتكملتها أينوك هوس. في هذه الروايات، اسكتشف مرة أخرى نسخة خيالية من القالب وثقافة الكنيسة الميثودية، مستخدمًا فيها مزيجًا من الكوميديا مع السخرية والاستبطان النفسي. تمت مقارنة عمله بعمل تشارلز ديكنز، الذي كان له تأثير محتمل، على الرغم من أن عمل أوين مستوحى بشكل فريد من خلال ثقافة اللغة الويلزية وخلفية الكنيسة.

## قائمة الأعمال
- دنغ نوسويث Yn y لأسد الأسود" (1859)
- أوفريماو نيلويت (1879)
- واي دريفلان (1881)
- ريس لويس (1885)
- واي سيسورن (1886)
- إينوك هووز (1891)
- جوين توموس (1894)
- ستيريو واي بينتان (قصص قصيرة) (1895)

## ذكرى الكاتب
على الرغم من أنه ليس أول من كتب الروايات باللغة الويلزية، إلا أن أوين هو أول روائي باللغة الويلزية لا يزال يقرأ على نطاق واسع.
تم إحياء ذكرى أوين في مولد بواسطة تمثال واسم منطقة تسوق ومركز ثقافي. تم ذكره أيضًا في جائزة دانيال أوين التذكارية (Gwobr Goffa Daniel Owen)، التي تُمنح في مهرجان ايستيدود الوطني الويلزي منذ عام 1978، كلما كانت هناك كتابات بجودة عالية بما يكفي، لأفضل رواية غير منشورة لا تقل عن 50000 كلمة ذات حبكة قوية. كمتا أن عماله "القالب" أيضًا هو أساس المهرجان الثقافي السنوي الذي يدور حول حياة أوين وأعماله.

## روابط خارجية
- دانييل أوين على موقع الموسوعة البريطانية (الإنجليزية)